# کنمیس
کنمیس (به لاتین: Cnemis) یک کوه در یونان است. کنمیس ۹۴۵ متر بالاتر از سطح دریا واقع شده‌است.